# 국도 제305호선 (중국)
국도 제305호선(305国道)은 랴오닝성 좡허시와 내몽골 자치구 린시현까지 이르는 중화인민공화국의 일반 국도로, 총 연장은 약 815 km이다.

## 주요 경유지
주요 경로 및 거리는 다음과 같다.